# Xidoupu (köpinghuvudort i Kina, Inner Mongolia Autonomous Region, lat 41,22, long 109,80)
Xidoupu är en köpinghuvudort i Kina. Den ligger i den autonoma regionen Inre Mongoliet, i den norra delen av landet, omkring 160 kilometer väster om regionhuvudstaden Hohhot. Antalet invånare är 17 026. Befolkningen består av 8 003 kvinnor och 9 023 män. Barn under 15 år utgör 11,0 %, vuxna 15-64 år 77 %, och äldre över 65 år 10,0 %.
Runt Xidoupu är det ganska glesbefolkat, med 30 invånare per kvadratkilometer. Det finns inga andra samhällen i närheten. Trakten runt Xidoupu består i huvudsak av gräsmarker.
Genomsnittlig årsnederbörd är 438 millimeter. Den regnigaste månaden är juli, med i genomsnitt 104 mm nederbörd, och den torraste är januari, med 2 mm nederbörd.